# Vendemian
Vendemian (en francès Vendémian) és un municipi occità del Llenguadoc, situat al departament de l'Erau i a la regió d'Occitània].